# C11orf97
C11orf97 (англ. Chromosome 11 open reading frame 97) – білок, який кодується однойменним геном, розташованим у людей на 11-й хромосомі. Довжина поліпептидного ланцюга білка становить 126 амінокислот, а молекулярна маса — 13 914.
| 10         |  | 20         |  | 30         |  | 40         |  | 50         |
| ---------- |  | ---------- |  | ---------- |  | ---------- |  | ---------- |
| MTGEEAVVVT |  | AVVAPKAGRE |  | EEQPPPPAGL |  | GCGARGEPGR |  | GPLEHGQQWK |
| KFLYCEPHKR |  | IKEVLEEERH |  | IKRDECHIKN |  | PAAVALEGIW |  | SIKRNLPVGG |
| LKPGLPSRNS |  | LLPQAKYYSR |  | HGGLRR     |  |            |  |            |

A: Аланін

C: Цистеїн

D: Аспарагінова кислота

E: Глутамінова кислота

F: Фенілаланін

G: Гліцин

H: Гістидин

I: Ізолейцин

K: Лізин

L: Лейцин

M: Метіонін

N: Аспарагін

P: Пролін

Q: Глутамін

R: Аргінін

S: Серин

T: Треонін

V: Валін

W: Триптофан